# Peñas del Chache
Peñas del Chache es el punto más alto de la isla de Lanzarote ―Canarias, España―, alcanzando una altitud de 672 metros sobre el nivel del mar. 
Se encuentra situado al norte de la isla, en el municipio de Haría.

## Toponimia
El término Chache que acompaña al genérico peña es de probable procedencia aborigen. En cuanto a su posible significado, el filólogo Maximiano Trapero ha propuesto su traducción como 'la altura'.

## Características
Se trata de un cerro rocoso situado en el macizo de Famara.
La cima se halla ocupada por instalaciones militares del Escuadrón de Vigilancia Aérea.
Geología
Se trata de una formación intrusiva basáltica que data del período Mioceno, y que forma parte del edificio volcánico de Famara, uno de los macizos más antiguos de la isla.
Vegetación
Las inmediaciones de las Peñas del Chache estuvieron en el pasado caracterizadas por matorrales del bosque termófilo canario. Sin embargo, la acción humana histórica ha provocado su casi desaparición, encontrándose en los tiempos modernos dominada por matorrales de sustitución como son el tabaibal amargo, dominado por la tabaiba salvaje Euphorbia regis-jubae, y los matorrales de tojio Asteriscus intermedius y matorrisco Lavandula pinnata.

## Yacimientos arqueológicos
En las inmediaciones se han encontrado vestigios arqueológicos de los antiguos habitantes de la isla de Lanzarote, los majos.